# Есме Висер
Есме Висер (Лајден, 27. јануар 1996) је холандска брза клизачица. 
На Светском јуниорском првенству 2015. освојила је злато у екипној потери. На Европском првенству 2018. освојила је злато на 3000 м.
На Олимпијским играма у Пјонгчангу 2018. освојила је златну медаљу на 5000м.